# 제트블루의 운항 노선
- 2021년 2월을 기준으로, 제트블루 항공은 다음의 노선을 운항 중이다.[1]

## 운항 노선

### 아메리카

#### 북아메리카
- 미국
  - 워싱턴 D.C
    - 워싱턴 D.C - 로널드 레이건 워싱턴 국제공항

  - 네바다 주
    - 라스베가스 - 매캐런 국제공항
    - 리노 - 리노 타호 국제공항

  - 노스캐롤라이나 주
    - 랄프 - 랄프 더럼 국제공항
    - 샬럿 - 샬럿 더글라스 국제공항

  - 뉴멕시코 주
    - 앨버커키 - 앨버커키 국제공항

  - 뉴욕 주
    - 뉴버그 - 뉴버그 스튜어트 국제공항
    - 뉴욕
      - 라과디아 국제공항
      - 존 F. 케네디 국제공항

    - 로체스터 - 로체스터 국제공항
    - 버팔로 - 버팔로 니아가라 국제공항
    - 시라큐스 - 시라큐스 핸콕 국제공항
    - 알바니 - 알바니 국제공항
    - 웨스트체스터 - 웨스트체스터 공항

  - 뉴저지 주
    - 뉴어크 - 뉴어크 리버티 국제공항

  - 루이지애나 주
    - 뉴올리언스 - 뉴올리언스 루이 암스트롱 국제공항

  - 로드 아일랜드 주
    - 프로비던스 - T.F. 그림 국제공항

  - 메릴랜드 주
    - 볼티모어 - 볼티모어 워싱턴 국제공항

  - 메사추세츠 주
    - 낸터켓 - 낸터켓 공항
    - 보스턴 - 보스턴 로건 국제공항
    - 빈야드 헤이븐 - 마르타 빈야드 공항
    - 워체스터 - 워체스터 공항
    - 한니스 - 배런스테이블 공항

  - 메인 주
    - 포틀랜드 - 포틀랜드 국제공항

  - 몬태나 주
    - 보즈만 - 보즈만 옐로스톤 국제공항

  - 미네소타 주
    - 미니애폴리스 - 미니애폴리스 세인트폴 국제공항

  - 미시건 주
    - 디트로이트 - 디트로이트 메트로 폴리탄 국제공항

  - 버몬트 주
    - 벌링턴 - 벌링턴 국제공항

  - 버지니아 주
    - 리치몬드 - 리치몬드 국제공항

  - 사우스 캐롤라이나 주
    - 찰스턴 - 찰스턴 국제공항
    - 힐튼 헤드 - 힐튼 헤드 공항

  - 애리조나 주
    - 피닉스 - 피닉스 스카이하버 국제공항

  - 오리건 주
    - 포틀랜드 - 포틀랜드 국제공항

  - 오하이오 주
    - 클리블랜드 - 클리블랜드 홉킨스 국제공항

  - 워싱턴 주
    - 시애틀 - 시애틀 타코마 국제공항

  - 유타 주
    - 솔트레이크시티 - 솔트레이크시티 국제공항

  - 일리노이 주
    - 시카고 - 시카고 오헤어 국제공항

  - 조지아 주
    - 사바나 - 사바나 힐튼 국제공항
    - 애틀랜타 - 하츠필드 잭슨 애틀랜타 국제공항

  - 캘리포니아 주
    - 로스앤젤레스 - 로스앤젤레스 국제공항
    - 버뱅크 - 버뱅크 할리우드 공항
    - 산호세 - 산호세 국제공항
    - 새크라멘토 - 새크라멘토 국제공항
    - 샌디에이고 - 샌디에이고 국제공항
    - 샌프란시스코 - 샌프란시스코 국제공항
    - 팜스프링스 - 팜스프링스 국제공항

  - 코네티컷 주
    - 하트포드 - 브래들리 국제공항

  - 콜로라도 주
    - 덴버 - 덴버 국제공항
    - 몬트로세 - 몬트로세 공항
    - 헤이든 - 얨파 밸리 공항

  - 테네시 주
    - 내슈빌 - 내슈빌 국제공항

  - 텍사스 주
    - 댈러스 - 댈러스 포트워스 국제공항
    - 오스틴 - 오스틴 베르스톰 국제공항
    - 휴스턴 - 조지 부시 인터콘티넨털 공항

  - 펜실베니아 주
    - 피츠버그 - 피츠버그 국제공항
    - 필라델피아 - 필라델피아 국제공항

  - 플로리다 주
    - 새러소타 - 새러소타 브랜튼 국제공항
    - 올랜도 - 팜비치 국제공항
    - 웨스트 팜비치 - 올랜도 국제공항
    - 잭슨빌 - 잭슨빌 국제공항
    - 탬파 - 탬파 국제공항
    - 포트로더레일 - 포트로더레일 할리우드 국제공항
    - 포트마이어스 - 사우스웨스트 플로리다 국제공항
- 멕시코
  - 캉쿤 - 캉쿤 국제공항

#### 중앙아메리카
- 과테말라
  - 과테말라 시티 - 라 오로라 국제공항
- 코스타리카
  - 산호세 - 후안 산타마리아 국제공항
  - 라이베리아 - 다니엘 오두베르 키로스 국제공항

#### 남아메리카
- 가이아나
  - 조지타운 - 체디 제이건 국제공항
- 에콰도르
  - 키토 - 마리스칼 수크레 국제공항
  - 과야킬 - 호세 호아킨 올메도 국제공항
- 콜롬비아
  - 보고타 - 엘도라도 국제공항
  - 메델린 - 호세 마리아 코드로바 국제공항
  - 카르타헤나 - 라파엘 뉴녜즈 국제공항
- 페루
  - 리마 - 호르헤 차베스 국제공항

#### 카리브해
- 그레나다
  - 세인트조지스 - 모리스 비숍 국제공항
- 도미니카 공화국
  - 산토도밍고 - 라스 아메리카스 국제공항
  - 산티아고 - 치바오 국제공항
  - 푼타카나 - 푼타카나 국제공항
  - 푸에르토 플라타 - 그레고리오 루페론 국제공항
- 바하마
  - 브리지타운 - 린든 핀들링 국제공항
- 버뮤다
  - 해밀턴 - L.F 웨이드 국제공항
- 세인트루시아
  - 캐스트리스 - 헤와노라 국제공항
- 퀴라소
  - 필립스뷔르흐 - 프린세스 줄리아나 국제공항
- 아루바
  - 조지타운 - 퀸 베아트릭스 국제공항
- 앤티가 바부다
  - 세인트존스 - V.C. 버드 국제공항
- 아이티
  - 포르토프랭스 - 투생 루베르튀르 국제공항
- 자메이카
  - 킹스턴 - 노먼 맨리 국제공항
  - 몬테고 베이 - 생스턴 국제공항
- 케이맨 제도
  - 그랜드 케이먼 - 오웬 로버츠 국제공항
- 쿠바
  - 아바나 - 호세 마르티 국제공항
- 퀴라소
  - 빌렘스타트 - 퀴라소 국제공항
- 터크스 케이커스 제도
  - 코번타운 - 프로비덴시알레스 국제공항
- 트리니다드 토바고
  - 포트오브스페인 - 피라코 국제공항
- 프랑스령 과들루프
  - 푸앵트아피트르 - 푸앵트아피트르 국제공항